# 新沼謙治
新沼謙治（にいぬま けんじ，1956年2月27日—），本名同，是日本的演歌歌手、演員、電視人，出生於岩手縣大船渡市。血型A型。

## 略歷
- 大船渡市立第一中學畢業後，因為集團就職到櫪木縣宇都宮市的公司從事泥瓦匠行業工作。再者，千昌夫也有一度在北海道岩見澤市的泥瓦匠行業工作的時期。
- 應募日本電視系的試聽節目『明星誕生!』。在預選賽四度落選後，第五次的預賽中再度出場。1975年的決賽上演唱五木弘的『哀戀記』過關了。同時過關的的還有夏威夷出生的横本メイ。
- 1976年2月1日，從日本哥倫比亞（從2002年10月到2010年9月的社名是哥倫比亞音樂娛樂）以「思念岬」（おもいで岬）初次出道。出道時的廣告語是「心情悲哀的男人」（気持ちよく悲しい男）。代表曲目有「嫁給我吧」（嫁に来ないか）、「Head・light」（ヘッドライト）、「澀谷物語」（渋谷ものがたり）、「津輕戀女」（津軽恋女）、「泥瓦匠手藝人 太郎」（左官職人 こね太郎）等。
- 樸實寡言的風貌和東北方言很有市場，本人也出演了很多的電影和電視劇。
- 愛好的羽毛球，與全英羽毛球公開賽四連霸的世界級選手湯木博惠結婚。
- 愛養鳩鴿也很有名，在傳書鳩業界有一點領袖人物的魅力（但現在沒養鳩鴿）。
- 拿手的技術是鼓演奏。
- 由於能製造獨特的氛圍，近年來出演綜藝節目的時候也很多。

## 代表曲
- 思念岬（1976年）
- 嫁給我吧（1976年）
- Head・light（1977年）
- 北輓歌（1977年）
- 黑潮列車（黒潮列車、1978年）
- 青春思想譜（1979年）
- 漂泊一派（1980年）
- 讓你久等了（1981年）
- 北故鄉（北の故郷、1982年）
- 酒與兩人（酒とふたりづれ、1983年）
- 旅途的雨里（1984年）
- 旅行之章（旅の章、1985年）
- 情川（1986年）
- 津輕戀女（1987年）
- 赤坂重逢（めぐり逢い赤坂、1987年） ※與松原伸惠二重唱
- 再會橋（1988年）
- 澀谷物語（1990年）
- 北戀歌（北を恋うる歌、1991年）
- 大雪喲（大雪よ、1992年）
- 一個男人的歌（おとこ唄ひとり、1993年）※作詞：高田文夫
- 男人的硬著頭皮忍耐（男のやせがまん、1994年）
- 風交給夢交給我 （風まかせ夢まかせ、1996年）
- 風與王子（月と王子、2004年） ※遊戲｢塊魂」的背景音樂
- DISCO★PRINCE（2005年） ※遊戲｢塊魂」的背景音樂

## NHK紅白歌出戰歷
| 年度/放送回               | 回 | 曲目                          | 出演順 | 對戰相手      |
| ------------------------- | -- | ----------------------------- | ------ | ------------- |
| 1976年（昭和51年）/第27回 | 初 | 嫁給我吧（嫁に来ないか）      | 05/24  | 太田裕美（1） |
| 1977年（昭和52年）/第28回 | 2  | Head・light（ヘッド・ライト） | 03/24  | 太田裕美（2） |
| 1978年（昭和53年）/第29回 | 3  | 北輓歌（北挽歌）              | 11/24  | 中原理惠      |
| 1979年（昭和54年）/第30回 | 4  | 青春思想譜（青春想譜）        | 03/23  | 太田裕美（3） |
| 1980年（昭和55年）/第31回 | 5  | 漂泊一派（さすらい派）        | 11/23  | 太田裕美（4） |
| 1981年（昭和56年）/第32回 | 6  | 讓你久等了（待たせたね）      | 18/22  | 岩崎宏美      |
| 1982年（昭和57年）/第33回 | 7  | 新雪                          | 12/22  | 牧村三枝子    |
| 1983年（昭和58年）/第34回 | 8  | 酒とふたりづれ）              | 13/21  | 杏里          |
| 1984年（昭和59年）/第35回 | 9  | 旅途的雨里（旅先の雨に）      | 06/20  | 川中美幸      |
| 1986年（昭和61年）/第37回 | 10 | 情川（情け川）                | 02/20  | 大月都        |
| 1987年（昭和62年）/第38回 | 11 | 津輕戀女（津軽恋女）          | 17/20  | 小林幸子      |
| 1988年（昭和63年）/第39回 | 12 | 再會橋（さよなら橋）          | 08/21  | 松原伸惠      |
| 1990年（平成2年）/第41回  | 13 | 澀谷物語（渋谷ものがたり）    | 06/29  | 瀨川瑛子      |

## 出演電影
- 卡車野郎 北歸一番星（トラック野郎 一番星北へ帰る／東映東京、1978年）
  - 同時「抱歉喲」（ごめんよ）也作為插曲使用了
- 二百三高地（東映東京、1980年）
- 努埃爾的不可思議的冒險／海豚辦公室＆銀石（ノエルの不思議な冒険／イルカオフィス＆シルバーストーン、1983年）

## 出演電視劇
- 私鉄沿線97分署（朝日電視、1984年）
- 炎立（炎立つ／NHK、1993年）
- 走失刑事純情派（はぐれ刑事純情派） 第11系列 第二話特別節目「沒有照片的女人! 消失了300萬日元…住民票之謎!? 」（「写真のない女! 消えた300万円…住民票の謎!? 」／朝日電視、1998年）

## 電視節目
- NHK歌謠音樂會（NHK歌謡コンサート／NHK）
- BS日本的歌（BS日本のうた／NHK）
- NHK的自賣自誇（NHKのど自慢／NHK）
- 歌謠笑劇團（ごきげん歌謡笑劇団／NHK BS）
- 今夜最高!（今夜は最高!／日本電視）
- 徹子的房間（徹子の部屋／朝日電視）
- 新・平成歌謠塾（新・平成歌謡塾／BS朝日）
- 森田一義時間笑一笑又何妨!（森田一義アワー 笑っていいとも!、富士電視）
- 獅子的祝您健康（ライオンのごきげんよう／富士電視）
- 快傑惠美子頻道（快傑えみちゃんねる／關西電視）
- 秘密的縣民SHOW（カミングアウトバラエティ!! 秘密のケンミンSHOW／讀賣電視）
- 音樂的話〜（音楽ば〜か／東京電視）

## 商業廣告
- 井關農機（拖拉機 耕太、聯合收割機 太郎）
- 麒麟麥酒（ビアっこ生 與千堂晃穗、風見慎吾共演）
- 江崎固力果（知床沫茶 與櫻田淳子共演）

## 外部連結
- 日本コロムビア | 新沼謙治 （页面存档备份，存于） - 所属レコード会社（日文）
- 新沼謙治さんへ （页面存档备份，存于） - ファンページ（日文）